# دون مككولوك
دون مككولوك هو لاعب هوكي الجليد كندي، ولد في 23 مارس 1951 في Northeastern Manitoulin and the Islands ‏ في كندا.

## وصلات خارجية
- دون مككولوك على موقع EliteProspects.com (الإنجليزية)
- دون مككولوك على موقع HockeyDB.com (الإنجليزية)
- دون مككولوك على موقع Hockey-Reference.com (الإنجليزية)